# هوندا سی‌بی۲۵۰آر
هوندا سی‌بی‌آر۲۵۰آر و سی‌بی‌آر۳۰۰آر (به انگلیسی: Honda CBR250R, CBR300R) موتورسیکلت‌های تک سیلندر با حجم ۲۴۹٫۵ تا ۲۸۶ سی سی (۱۵٫۲۳ تا ۱۷٫۴۵ مکعب اینچ) سبک‌وزن هستند که توسط کمپانی هوندا از سال ۲۰۱۱ ساخته شده‌اند.
این موتورسیکلت از سال ۲۰۱۱ تا ۲۰۱۳ برای تمام بازارهای هوندا به جز ژاپن و مالزی ساخته شد، جایی که تولید آن پس از سال ۲۰۱۳ ادامه یافت. 250R در ابتدا برای بازارهای تایلند و هند در نظر گرفته شده بود، در سراسر جهان، از جمله در کشورهای توسعه یافته در اروپا، آمریکای شمالی و کشورهای توسعه یافته دیگر در اروپا، آمریکای شمالی، فروخته می‌شد.

## سی‌بی‌آر۳۰۰آر
در اکتبر ۲۰۱۳، هوندا مدل سی‌بی‌آر۳۰۰آر طولانی‌تر در نمایشگاه بین‌المللی تجارت موتور سیکلت چین در چونگ کینگ معرفی کرد، با حجم موتور از ۲۴۹٫۶ به ۲۸۶ سی‌سی (۱۵٫۲۳ تا ۱۷٫۴۵ مکعب اینچ) در پاسخ به کاوازاکی نینجا ۳۰۰ هوندا گفت که مدل جدید قدرت را از ۲۶ به ۳۰٫۵ اسب بخار (۱۹٫۴ به ۲۲٫۷ کیلووات) و گشتاور بیشتر از ۱۷ به ۲۰ پوند فوت (۲۳ به ۲۷ نیوتن بر متر) افزایش داده است. ارتقاء ABS اختیاری برای این مدل‌ها در دسترس است. CBR300R جدید از جهات مختلفی با CBR250R قبلی متفاوت است. تغییرات خارجی بیشتر شامل سیستم اگزوز جدید و پایه‌های موتور اصلاح‌شده، صندلی جدید و پانل‌های جانبی است که به دسترسی آسان‌تر به زمین و موقعیت سواری کمی اسپرت‌تر کمک می‌کند. تغییرات داخلی شامل پیستون جدید، شاتون و میل لنگ به همراه افزایش جابجایی و دنده بلندتر برای کروز بهتر است.